# Andy King
Andrew Philip King, meglio conosciuto come Andy King (Maidenhead, 29 ottobre 1988), è un allenatore di calcio ed ex calciatore gallese, di ruolo centrocampista, attuale collaboratore tecnico del Leicester City.
È l'unico giocatore nella storia del calcio inglese ad aver vinto tutte le prime tre divisioni nazionali con la stessa maglia.

## Caratteristiche tecniche
È un centrocampista completo in grado di fornire - grazie alla sua versatilità - più soluzioni al proprio allenatore in mediana. Pur svolgendo compiti prettamente difensivi, è dotato di un ottimo tiro dalla distanza.

## Carriera

### Giocatore

#### Club
Inizia a giocare a calcio all'età di nove anni, nel settore giovanile del Chelsea. Nel 2004 viene tesserato dal Leicester City. Il 5 maggio 2007 sottoscrive il suo primo contratto da professionista con la società inglese. Esordisce in prima squadra - da titolare - il 2 ottobre 2007 in Leicester-Wolverhampton (0-0).
Mette a segno la sua prima rete tra i professionisti il 1º dicembre contro il Southampton. Termina l'annata - conclusasi con la retrocessione in terza serie - con 12 presenze e una rete.
Il 21 agosto 2008 rinnova il proprio contratto per altre tre stagioni. Il 18 aprile 2009 il Leicester viene promosso in Championship con due giornate d'anticipo.
Il 15 aprile 2011 si accorda con la società sulla base di un rinnovo quadriennale con scadenza nel 2015.
Il 5 aprile 2014 le Foxes vengono promosse in Premier League - a distanza di 10 anni - con sei giornate d'anticipo. Esordisce nella massima divisione inglese il 16 agosto 2014 contro l'Everton. Il 29 ottobre 2014 rinnova il proprio contratto per altre quattro stagioni.

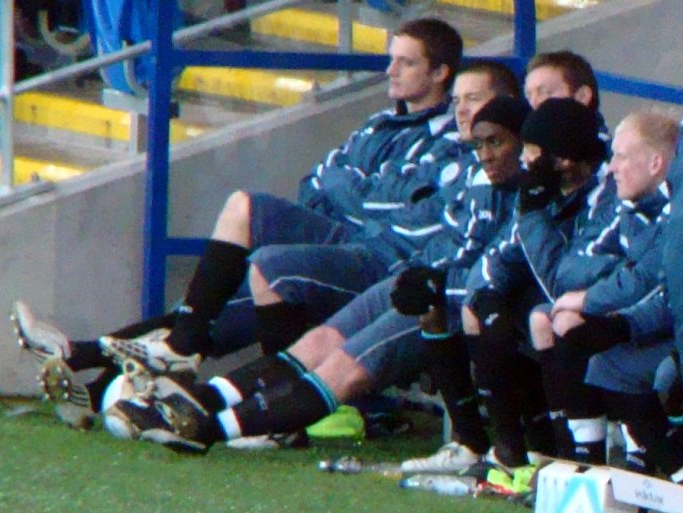
King assiste i suoi compagni dalla panchina

Il 29 aprile 2015 gioca la sua 300ª gara con le Foxes.
Il 2 maggio 2016 il Leicester - complice il pareggio ottenuto dal Tottenham contro il Chelsea - si laurea campione d'Inghilterra per la prima volta nella storia. Questo successo gli consente di diventare il primo giocatore nella storia del calcio inglese ad aver vinto le prime tre divisioni nazionali con la stessa maglia.
Il 27 settembre 2016 esordisce nelle competizioni europee contro il Porto - incontro valido per la seconda giornata della fase a gironi di UEFA Champions League - sostituendo Islam Slimani al 37' della ripresa.
Il 31 gennaio 2018 passa in prestito allo Swansea.
Il 5 gennaio 2021 viene acquistato dall'OH Lovanio.

#### Nazionale

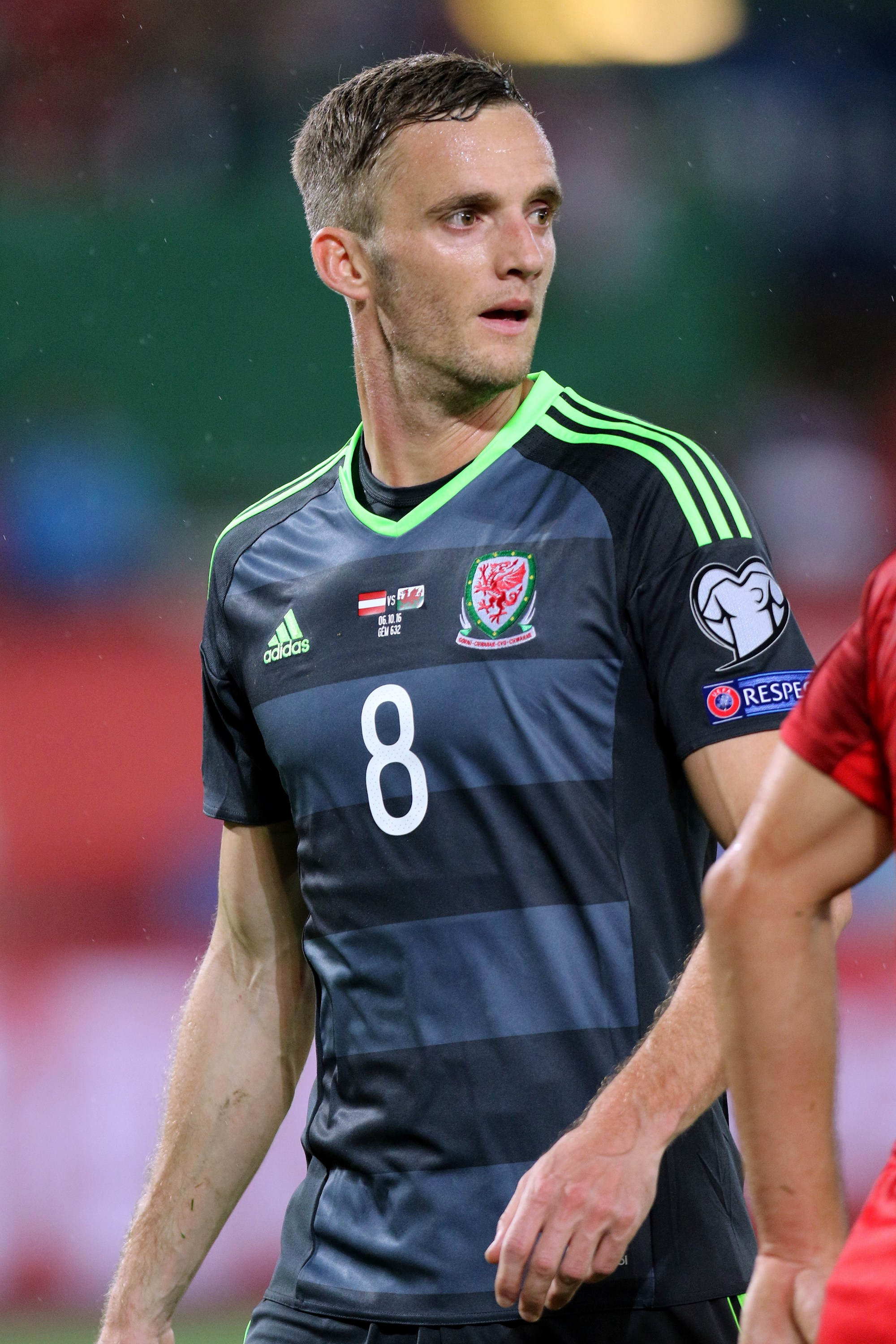
King ritratto con la maglia della nazionale gallese

Il 27 marzo 2009 esordisce con la selezione Under-21, in occasione della sfida disputata contro il Lussemburgo (terminata 0-0), partita valida per le qualificazioni agli Europei Under-21 2011. Il 31 marzo segna la sua prima rete con la rappresentativa gallese.
Il 22 maggio 2009 viene incluso dal CT John Toshack tra i convocati che prenderanno parte all'amichevole con l'Estonia. Esordisce quindi con la massima rappresentativa gallese il 29 maggio seguente, sostituendo Steve Evans a pochi istanti dal termine.
Mette a segno la sua prima rete in nazionale l'11 agosto 2010 contro il Lussemburgo.
Viene convocato per gli Europei 2016 in Francia. Esordisce nella competizione il 20 giugno in Russia-Galles (0-3), partita valida per la terza giornata della fase a gironi, sostituendo Joe Ledley al 76' per infortunio.

### Allenatore
Il 5 dicembre 2024, dopo la nomina di Ruud van Nistelrooy come nuovo tecnico del Leicester City, viene inserito nello staff con il ruolo di allenatore sviluppo, venendo promosso il successivo 19 febbraio 2025 a collaboratore tecnico.

## Statistiche

### Presenze e reti nei club
Statistiche aggiornate al 4 maggio 2024.
| Stagione              | Squadra               | Campionato            | Campionato | Campionato | Coppe nazionali | Coppe nazionali | Coppe nazionali | Coppe continentali | Coppe continentali | Coppe continentali | Altre coppe | Altre coppe | Altre coppe | Totale | Totale |
| Stagione              | Squadra               | Comp                  | Pres       | Reti       | Comp            | Pres            | Reti            | Comp               | Pres               | Reti               | Comp        | Pres        | Reti        | Pres   | Reti   |
| --------------------- | --------------------- | --------------------- | ---------- | ---------- | --------------- | --------------- | --------------- | ------------------ | ------------------ | ------------------ | ----------- | ----------- | ----------- | ------ | ------ |
| 2007-2008             | Leicester City        | FLC                   | 11         | 1          | FACup+CdL       | 1+0             | 0               | -                  | -                  | -                  | -           | -           | -           | 12     | 1      |
| 2008-2009             | Leicester City        | FL1                   | 45         | 9          | FACup+CdL       | 4+2             | 1+1             | -                  | -                  | -                  | FLT         | 3           | 0           | 54     | 11     |
| 2009-2010             | Leicester City        | FLC                   | 43+2       | 9+1        | FACup+CdL       | 1+1             | 1+0             | -                  | -                  | -                  | -           | -           | -           | 47     | 11     |
| 2010-2011             | Leicester City        | FLC                   | 45         | 15         | FACup+CdL       | 2+3             | 1+0             | -                  | -                  | -                  | -           | -           | -           | 50     | 16     |
| 2011-2012             | Leicester City        | FLC                   | 30         | 4          | FACup+CdL       | 1+1             | 0               | -                  | -                  | -                  | -           | -           | -           | 32     | 4      |
| 2012-2013             | Leicester City        | FLC                   | 42+2       | 7+0        | FACup+CdL       | 2+2             | 0               | -                  | -                  | -                  | -           | -           | -           | 48     | 7      |
| 2013-2014             | Leicester City        | FLC                   | 30         | 4          | FACup+CdL       | 1+2             | 0               | -                  | -                  | -                  | -           | -           | -           | 33     | 4      |
| 2014-2015             | Leicester City        | PL                    | 24         | 2          | FACup+CdL       | 1+1             | 0               | -                  | -                  | -                  | -           | -           | -           | 26     | 2      |
| 2015-2016             | Leicester City        | PL                    | 25         | 2          | FACup+CdL       | 2+2             | 0+1             | -                  | -                  | -                  | -           | -           | -           | 29     | 3      |
| 2016-2017             | Leicester City        | PL                    | 23         | 1          | FACup+CdL       | 3+1             | 1+0             | UCL                | 4                  | 0                  | CS          | 1           | 0           | 32     | 2      |
| 2017-gen. 2018        | Leicester City        | PL                    | 11         | 1          | FACup+CdL       | 1+3             | 0               | -                  | -                  | -                  | -           | -           | -           | 15     | 1      |
| gen.-giu. 2018        | Swansea City          | PL                    | 11         | 2          | FACup+CdL       | 0               | 0               | -                  | -                  | -                  | -           | -           | -           | 11     | 2      |
| 2018-gen. 2019        | Leicester City        | PL                    | 0          | 0          | FACup+CdL       | 1+0             | 0               | -                  | -                  | -                  | -           | -           | -           | 1      | 0      |
| Totale Leicester City | Totale Leicester City | Totale Leicester City | 329+4      | 55+1       |                 | 38              | 6               |                    | 4                  | 0                  |             | 4           | 0           | 379    | 62     |
| gen.-giu. 2019        | Derby County          | FLC                   | 4          | 0          | FACup+CdL       | 0               | 0               | -                  | -                  | -                  | -           | -           | -           | 4      | 0      |
| 2019-gen. 2020        | Rangers               | SP                    | 2          | 0          | SC+SLC          | 0+2             | 0               | UEL                | 1                  | 0                  | -           | -           | -           | 5      | 0      |
| gen.-giu. 2020        | Huddersfield Town     | FLC                   | 14         | 0          | FACup+CdL       | -               | -               | -                  | -                  | -                  | -           | -           | -           | 14     | 0      |
| gen.-giu. 2021        | OH Lovanio            | PLB                   | 1          | 0          | CdB             | -               | -               | -                  | -                  | -                  | -           | -           | -           | 1      | 0      |
| 2021-2022             | Bristol City          | FLC                   | 14         | 1          | FACup+CdL       | 1               | 0               | -                  | -                  | -                  | -           | -           | -           | 15     | 1      |
| 2022-2023             | Bristol City          | FLC                   | 26         | 0          | FACup+CdL       | 2+3             | 0               | -                  | -                  | -                  | -           | -           | -           | 31     | 0      |
| 2023-2024             | Bristol City          | FLC                   | 15         | 0          | FACup+CdL       | 1+2             | 0               | -                  | -                  | -                  | -           | -           | -           | 18     | 0      |
| Totale Bristol City   | Totale Bristol City   | Totale Bristol City   | 55         | 1          |                 | 9               | 0               |                    | -                  | -                  |             | -           | -           | 64     | 1      |
| Totale carriera       | Totale carriera       | Totale carriera       | 420        | 59         |                 | 49              | 6               |                    | 5                  | 0                  |             | 4           | 0           | 478    | 65     |

### Cronologia presenze e reti in nazionale
| Cronologia completa delle presenze e delle reti in nazionale ― Galles | Cronologia completa delle presenze e delle reti in nazionale ― Galles | Cronologia completa delle presenze e delle reti in nazionale ― Galles | Cronologia completa delle presenze e delle reti in nazionale ― Galles | Cronologia completa delle presenze e delle reti in nazionale ― Galles | Cronologia completa delle presenze e delle reti in nazionale ― Galles | Cronologia completa delle presenze e delle reti in nazionale ― Galles | Cronologia completa delle presenze e delle reti in nazionale ― Galles |
| Data                                                                  | Città                                                                 | In casa                                                               | Risultato                                                             | Ospiti                                                                | Competizione                                                          | Reti                                                                  | Note                                                                  |
| --------------------------------------------------------------------- | --------------------------------------------------------------------- | --------------------------------------------------------------------- | --------------------------------------------------------------------- | --------------------------------------------------------------------- | --------------------------------------------------------------------- | --------------------------------------------------------------------- | --------------------------------------------------------------------- |
| 29-5-2009                                                             | Llanelli                                                              | Galles                                                                | 1 – 0                                                                 | Estonia                                                               | Amichevole                                                            | -                                                                     | 89’                                                                   |
| 14-10-2009                                                            | Vaduz                                                                 | Liechtenstein                                                         | 0 – 2                                                                 | Galles                                                                | Qual. Mondiali 2010                                                   | -                                                                     | 81’                                                                   |
| 14-11-2009                                                            | Cardiff                                                               | Galles                                                                | 3 – 0                                                                 | Scozia                                                                | Amichevole                                                            | -                                                                     | 80’                                                                   |
| 11-8-2010                                                             | Llanelli                                                              | Galles                                                                | 5 – 1                                                                 | Lussemburgo                                                           | Amichevole                                                            | 1                                                                     | 46’                                                                   |
| 8-10-2010                                                             | Cardiff                                                               | Galles                                                                | 0 – 1                                                                 | Bulgaria                                                              | Qual. Euro 2012                                                       | -                                                                     | 59’                                                                   |
| 12-10-2010                                                            | Basilea                                                               | Svizzera                                                              | 4 – 1                                                                 | Galles                                                                | Qual. Euro 2012                                                       | -                                                                     | 7’                                                                    |
| 8-2-2011                                                              | Dublino                                                               | Irlanda                                                               | 3 – 0                                                                 | Galles                                                                | Amichevole                                                            | -                                                                     |                                                                       |
| 26-3-2011                                                             | Cardiff                                                               | Galles                                                                | 0 – 2                                                                 | Inghilterra                                                           | Qual. Euro 2012                                                       | -                                                                     | 65’                                                                   |
| 25-5-2011                                                             | Dublino                                                               | Scozia                                                                | 3 – 1                                                                 | Galles                                                                | Amichevole                                                            | -                                                                     | 60’                                                                   |
| 6-9-2011                                                              | Londra                                                                | Inghilterra                                                           | 1 – 0                                                                 | Galles                                                                | Qual. Euro 2012                                                       | -                                                                     | 85’                                                                   |
| 12-11-2011                                                            | Cardiff                                                               | Galles                                                                | 4 – 1                                                                 | Norvegia                                                              | Amichevole                                                            | -                                                                     | 90+2’                                                                 |
| 27-5-2012                                                             | East Rutherford                                                       | Messico                                                               | 2 – 0                                                                 | Galles                                                                | Amichevole                                                            | -                                                                     | 71’                                                                   |
| 7-9-2012                                                              | Cardiff                                                               | Galles                                                                | 0 – 2                                                                 | Belgio                                                                | Qual. Mondiali 2014                                                   | -                                                                     | 80’                                                                   |
| 11-9-2012                                                             | Novi Sad                                                              | Serbia                                                                | 6 – 1                                                                 | Galles                                                                | Qual. Mondiali 2014                                                   | -                                                                     | 71’                                                                   |
| 16-10-2012                                                            | Osijek                                                                | Croazia                                                               | 2 – 0                                                                 | Galles                                                                | Qual. Mondiali 2014                                                   | -                                                                     | 72’                                                                   |
| 6-2-2013                                                              | Swansea                                                               | Galles                                                                | 2 – 1                                                                 | Austria                                                               | Amichevole                                                            | -                                                                     | 46’                                                                   |
| 22-3-2013                                                             | Glasgow                                                               | Scozia                                                                | 1 – 2                                                                 | Galles                                                                | Qual. Mondiali 2014                                                   | -                                                                     | 58’                                                                   |
| 26-3-2013                                                             | Swansea                                                               | Galles                                                                | 1 – 2                                                                 | Croazia                                                               | Qual. Mondiali 2014                                                   | -                                                                     | 84’                                                                   |
| 14-8-2013                                                             | Cardiff                                                               | Galles                                                                | 0 – 0                                                                 | Irlanda                                                               | Amichevole                                                            | -                                                                     | 60’                                                                   |
| 10-9-2013                                                             | Cardiff                                                               | Galles                                                                | 0 – 3                                                                 | Serbia                                                                | Qual. Mondiali 2014                                                   | -                                                                     | 58’                                                                   |
| 11-10-2013                                                            | Cardiff                                                               | Galles                                                                | 1 – 0                                                                 | Macedonia                                                             | Qual. Mondiali 2014                                                   | -                                                                     |                                                                       |
| 15-10-2013                                                            | Bruxelles                                                             | Belgio                                                                | 1 – 1                                                                 | Galles                                                                | Qual. Mondiali 2014                                                   | -                                                                     |                                                                       |
| 16-11-2013                                                            | Cardiff                                                               | Galles                                                                | 1 – 1                                                                 | Finlandia                                                             | Amichevole                                                            | 1                                                                     | 78’                                                                   |
| 5-3-2014                                                              | Cardiff                                                               | Galles                                                                | 3 – 1                                                                 | Islanda                                                               | Amichevole                                                            | -                                                                     | 76’                                                                   |
| 4-6-2014                                                              | Amsterdam                                                             | Paesi Bassi                                                           | 2 – 0                                                                 | Galles                                                                | Amichevole                                                            | -                                                                     | 77’                                                                   |
| 9-9-2014                                                              | Andorra la Vella                                                      | Andorra                                                               | 1 – 2                                                                 | Galles                                                                | Qual. Euro 2016                                                       | -                                                                     | 76’                                                                   |
| 10-10-2014                                                            | Cardiff                                                               | Galles                                                                | 0 – 0                                                                 | Bosnia ed Erzegovina                                                  | Qual. Euro 2016                                                       | -                                                                     |                                                                       |
| 13-10-2014                                                            | Cardiff                                                               | Galles                                                                | 2 – 1                                                                 | Cipro                                                                 | Qual. Euro 2016                                                       | -                                                                     | 47’                                                                   |
| 12-6-2015                                                             | Cardiff                                                               | Galles                                                                | 1 – 0                                                                 | Belgio                                                                | Qual. Euro 2016                                                       | -                                                                     | 90+3’                                                                 |
| 3-9-2015                                                              | Nicosia                                                               | Cipro                                                                 | 0 – 1                                                                 | Galles                                                                | Qual. Euro 2016                                                       | -                                                                     |                                                                       |
| 6-9-2015                                                              | Cardiff                                                               | Galles                                                                | 0 – 0                                                                 | Israele                                                               | Qual. Euro 2016                                                       | -                                                                     | 86’                                                                   |
| 13-11-2015                                                            | Cardiff                                                               | Galles                                                                | 2 – 3                                                                 | Paesi Bassi                                                           | Amichevole                                                            | -                                                                     |                                                                       |
| 5-6-2016                                                              | Solna                                                                 | Svezia                                                                | 3 – 0                                                                 | Galles                                                                | Amichevole                                                            | -                                                                     | 64’                                                                   |
| 20-6-2016                                                             | Tolosa                                                                | Galles                                                                | 3 – 0                                                                 | Russia                                                                | Euro 2016 - 1º turno                                                  | -                                                                     | 76’                                                                   |
| 1-7-2016                                                              | Lilla                                                                 | Galles                                                                | 3 – 1                                                                 | Belgio                                                                | Euro 2016 - Quarti di finale                                          | -                                                                     | 78’                                                                   |
| 6-7-2016                                                              | Décines-Charpieu                                                      | Portogallo                                                            | 2 – 0                                                                 | Galles                                                                | Euro 2016 - Semifinale                                                | -                                                                     |                                                                       |
| 5-9-2016                                                              | Cardiff                                                               | Galles                                                                | 4 – 0                                                                 | Moldavia                                                              | Qual. Mondiali 2018                                                   | -                                                                     |                                                                       |
| 6-10-2016                                                             | Vienna                                                                | Austria                                                               | 2 – 2                                                                 | Galles                                                                | Qual. Mondiali 2018                                                   | -                                                                     |                                                                       |
| 9-10-2016                                                             | Cardiff                                                               | Galles                                                                | 1 – 1                                                                 | Georgia                                                               | Qual. Mondiali 2018                                                   | -                                                                     | 61’                                                                   |
| 2-9-2017                                                              | Cardiff                                                               | Galles                                                                | 1 – 0                                                                 | Austria                                                               | Qual. Mondiali 2018                                                   | -                                                                     | 46’                                                                   |
| 5-9-2017                                                              | Chișinău                                                              | Moldavia                                                              | 0 – 2                                                                 | Galles                                                                | Qual. Mondiali 2018                                                   | -                                                                     | 44’ 67’                                                               |
| 6-10-2017                                                             | Tbilisi                                                               | Georgia                                                               | 0 – 1                                                                 | Galles                                                                | Qual. Mondiali 2018                                                   | -                                                                     |                                                                       |
| 9-10-2017                                                             | Cardiff                                                               | Galles                                                                | 0 – 1                                                                 | Irlanda                                                               | Qual. Mondiali 2018                                                   | -                                                                     | 65’                                                                   |
| 10-11-2017                                                            | Saint-Denis                                                           | Francia                                                               | 2 – 0                                                                 | Galles                                                                | Amichevole                                                            | -                                                                     | 64’                                                                   |
| 22-3-2018                                                             | Nanning                                                               | Cina                                                                  | 0 – 6                                                                 | Galles                                                                | Amichevole                                                            | -                                                                     |                                                                       |
| 26-3-2018                                                             | Nanning                                                               | Uruguay                                                               | 1 – 0                                                                 | Galles                                                                | Amichevole                                                            | -                                                                     |                                                                       |
| 29-5-2018                                                             | Pasadena                                                              | Messico                                                               | 0 – 0                                                                 | Galles                                                                | Amichevole                                                            | -                                                                     |                                                                       |
| 11-10-2018                                                            | Cardiff                                                               | Galles                                                                | 1 – 4                                                                 | Spagna                                                                | Amichevole                                                            | -                                                                     | 50’                                                                   |
| 16-10-2018                                                            | Dublino                                                               | Irlanda                                                               | 0 – 1                                                                 | Galles                                                                | UEFA Nations League 2018-2019 - 1º turno                              | -                                                                     | 87’                                                                   |
| 20-11-2018                                                            | Elbasan                                                               | Albania                                                               | 1 – 0                                                                 | Galles                                                                | Amichevole                                                            | -                                                                     | 43’                                                                   |
| Totale                                                                |                                                                       | Presenze                                                              | 50                                                                    |                                                                       | Reti                                                                  | 2                                                                     |                                                                       |

### Record

#### Con il Leicester City
- Unico calciatore ad aver vinto le prime tre divisioni nazionali inglesi (League One, Championship e Premier League) con la stessa maglia.

## Palmarès

### Club

#### Competizioni nazionali
- Football League One: 1

Leicester City: 2008-2009
- Football League Championship: 1

Leicester City: 2013-2014
- Campionato inglese: 1

Leicester City: 2015-2016

### Individuale
- PFA Football League Championship Team of the Year: 1[32]

2010-2011